# Montaldeo
Montaldeo (piemontiul: Montondé) település Olaszországban, Piemont régióban, Alessandria megyében. Lakosainak száma 216 fő (2023. január 1.).